# Nitze (Schiff)
Die Nitze, auch USS Nitze (Kennung: DDG-94), ist ein Lenkwaffenzerstörer der Arleigh-Burke-Klasse (Flight IIA) der United States Navy. Das Schiff ist nach Paul H. Nitze benannt, der unter anderem den Posten des United States Secretary of the Navy belegt hatte. Ungewöhnlich war hierbei, dass die Namensgebung noch zu Nitzes Lebzeiten bekannt gegeben wurde und er bei der Taufe persönlich anwesend war.

## Geschichte
DDG-94 wurde 1998 in Auftrag gegeben. Die Kiellegung des Schiffes erfolgte im September 2002, der Bau dauerte rund eineinhalb Jahre. Beim Stapellauf am 3. April 2004 wurde auch die Schiffstaufe durchgeführt, Taufpatin war Nitzes Ehefrau Elisabeth Porter. Die Indienststellung der Nitze fand am 5. März 2005 statt.
Im Mai 2006 nahm die Nitze an der 19th Annual Fleet Week New York City teil. Im Herbst führte der Zerstörer dann Übungen mit dem Landungsschiff Bataan durch. Die sogenannte Composite Training Unit Exercise fand im Atlantik vor der Küste North Carolinas statt. Im Mai 2008 nahm die Nitze unter Führung der Kearsarge an der Fleet Week in New York teil. Im August verlegte der Zerstörer dann an der Seite der Theodore Roosevelt Richtung Mittelmeer. Im April 2011 nahm die Nitze an der Übung UNITAS im Atlantik teil. Mit der Enterprise verlegte der Zerstörer 2012 in Richtung Mittelmeer und Indischer Ozean.
Am 12. Oktober 2016 zerstörte die Nitze mit Tomahawk-Marschflugkörpern drei Radarstationen an der jeminitischen Küste, von denen man vermutete, sie hätten die Feuerleitdaten für vorherige Raketenangriffe auf die Mason geliefert.

## Bewaffnung
Für die Abwehr von anfliegenden Flugkörpern erhielt das Schiff die Flugabwehrraketen RIM-162 Evolved Sea Sparrow Missile (ESSM), die aus dem Vertical Launching System abgefeuert werden. Zur weiteren Flugabwehr wurde 2007/2008 nachträglich hinter dem achteren Schornsteinaufbau ein Close-In-Weapon-System in Form des Phalanx MK 15 RAM installiert, das beim Bau ab DDG 85 (Block IV) ursprünglich nicht vorgesehen war.